# تور دو فرانس ۲۰۲۴
تور دو فرانس ۲۰۲۴ صد و یازدهمین دوره از تور دو فرانس بود که در ۲۹ ژوئن در فلورانس ایتالیا آغاز شد و در ۲۱ جولای در نیس فرانسه به پایان رسید. این مسابقه برای نخستین بار از زمان آغاز به کار، در (یا نزدیک) پاریس به پایان نرسید و دلیل آن، آمادگی برای بازی‌های المپیک تابستانی ۲۰۲۴ پاریس بود.
تادی پوگاچار در رده‌بندی اصلی، سومین پیروزی خود پس از سال‌های ۲۰۲۰ و ۲۰۲۱ و بازگشت به رتبه اول پس از کسب مقام دوم در سال ۲۰۲۳، به دست آورد. پوگاچار شش مرحله از جمله سه مرحله آخر را برد. مقام دوم و سوم توسط یوناس وینگکا (تیم مردان یومبو–فیسما) و تازه‌کار تور توسط رمکو اونپول (تیم کوئیک‌استپ فلورز) به دست آمد. تیم پوگاچار، تیم یوای‌ئی امارات، برنده رده‌بندی تیمی شد.
این مسابقه با سه مرحله در ایتالیا و قبل از ورود به فرانسه آغاز شد. دو مرحله اول به‌وسیهٔ رکاب‌زنان فرانسوی به پیروزی رسید. رومن بارده با فاصله کمی در مرحله افتتاحیه پیروز شد و اولین پیراهن زرد را به دست آورد. کوین واکلین در مرحله دوم پیروز شد، اما پوگاچار مدعی برتری در مسابقه شد. در مرحله ۳، پوگاچار پیشروی مسابقه را به ریچارد کاراپاس واگذار کرد، اما سپس در مرحله ۴، از پینرولو (ایتالیا) تا والور، پیروز شد. او تا پایان در نیس در رنگ زرد باقی ماند و پنج مرحله دیگر از جمله تایم تریل نهایی را برد. دونده‌های بینام گیرمی و جاسپر فیلیپسن هر کدام سه مرحله را به دست آوردند. پوگاچار، که شش دقیقه و ۱۷ ثانیه جلوتر از وینگگا به پایان رسید، اولین رکاب‌زنی شد که هر دو تور دو فرانس و جیرو دیتالیا را در یک سال (از زمان مارکو پانتانی در سال ۱۹۹۸) برد.
گیرمی برنده رده‌بندی امتیازی شد. کاراپاز برنده رده‌بندی کوهستان و جایزه جنگندگی شد. و اونپول برنده رده‌بندی رکابزن جوان شد. مارک کاوندیش در مرحله پنجم (سی و پنجمین مرحله پیروزی خود در تور دو فرانس) پیروز شد و رکورد ۳۴ برد مرحله ای را که ادی مرکس از سال ۱۹۷۵ در اختیار داشت، شکست. برای قدردانی از این رکورد و فعالیت طولانی و محبوب او در تور، تقدیر ویژه‌ای به مارک کاوندیش بر روی سکوی نهایی به عمل آمد.